# حاتم بن الليث
حاتم بن الليث بن الحارث بن عبد الرحمن،أبو الفضل الجوهري البغدادي، من رواة الحديث وهو ثقة، وهو من الفضلاء المكثرين، وكان ممن صنف وجمع التاريخ،توفي سنة اثنتين وستين ومائتين.

## روايته للحديث النبوي
- سمع عبيد الله بن موسى، وسعيد بن داود الزبيري، ويعقوب بن محمد الزهري، وإسماعيل بن أبي أويس، والحسين بن محمد المروزي، ويحيى بن حماد البصري، وفهد بن عوف، ومحمد بن عبد الله بن الرومي، وسلم بن إبراهيم.
- روى عنه محمد بن محمد الباغندي، وأبو العباس السراج النيسابوري، وجماعة آخرهم محمد بن مخلد الدوري.[4]

الجرح والتعديل: قال أبو حاتم بن حبان البستي : كان ممن صنف وجمع التاريخ. وقال الخطيب البغدادي : ثقة ثبت متقن حافظ. وقال الذهبي : الحافظ المكثر الثقة.